# Jetsun Pema
Jetsun Pema, (རྗེ་བཙུན་པདྨ་, rje btsun padam) född 7 juli 1940 i Lhasa i Tibet är den fjortonde Dalai Lama, Tenzin Gyatsos, syster. Hon var ordförande för den Tibetanska barnbyns skola för tibetanska flyktingar 1972 till 2006 .

## Bakgrund
Jetsun Pema föddes i Lhasa 1940. Hon tog sig till Indien 1949 och studerade först på St. Joseph’s Convent i Kalimpong och senare på Loreto Convent i Darjeeling och gick ut med en Senior Cambridge 1960. 1961 fortsatte hon sina studier i Schweiz och avslutade dem senare i England. Hon återvände till Indien 1964 .

## Karriär
Jetsun Pemas äldre bror, den fjortonde och nuvarande Dalai Lama, bad henne att bli ordförande för den nybildade tibetanska barnbyns skola 1972. Hon behöll denna position till sin pensionering 2006.
I maj 1990 kallade den fjortonde Dalai Lama till en kongress för de tibetanska folken i exil i Dharamshala. Kongressen kallades för att välja kalöns (ministrar) till den centrala tibetanska administrationen, Tibets exilregering. Jetsun Pema var en av de tre ministrarna som valdes och därmed den första kvinnan vald till ämbetet. 1991 blev hon återvald och blev tilldelad positionen som utbildningsminister. Hon avgick från exilregeringen 1993. Hon tilldelades titeln ”Moder av Tibet” av centrala tibetanska administrationens parlament 1995. Hon har talat om det tibetanska folket och sitt arbete med tibetanska barnbyn på flera lokaler i världen.

## I populärkulturen
År 1997 skrev Jetsun Pema en självbiografi med titeln ”Tibet min berättelse”, utgiven på svenska 2001. I filmen ”Sju år i Tibet”, utgiven 1997, spelar hon rollen som den fjortonde Dalai Lamas, och därmed även sin egen, mamma. Filmen är baserad på boken med samma namn av Heinrich Harrer.